# دیده‌بان محله
دیده‌بان محله (انگلیسی: Neighborhood Watch) یک فیلم جنایی و مهیج آمریکایی محصول سال ۲۰۲۵ به نویسندگی شان فارلی و کارگردانی دانکن اسکایلز است که در آن جفری دین مورگان، جک کواید، سیسیل کوبیلو، جیم کلاک و مالین اکرمان به ایفای نقش پرداختند. داستان درباره سایمون، مرد جوان روانی است که فکر می‌کند شاهد ربوده شدن زنی بوده است. او از همسایه‌اش اد که یک نگهبان بازنشسته است می‌خواهد که در یافتن زن گمشده به او کمک کند.
این فیلم در تاریخ ۲۵ آوریل ۲۰۲۵ توسط آرال‌جی‌ای فیلمز به صورت ویدئویی در سینماها منتشر شد.

## داستان
در هوموود، آلاباما ، سایمون مک‌نالی، یک فرد مبتلا به اسکیزوفرنی پارانوئید توهمات واضحی را تجربه می‌کند و مدام صدای پدر بدرفتار و مرحومش که مدام او را تحقیر و سرزنش می‌کند را در خاطراتش مرور میکند و این او را آزار می‌دهد. سایمون که به تازگی پس از نزدیک به یک دهه از بیمارستان روانی مرخص شده، برای انجام کارهای روزمره‌اش و خرج‌های خود کار می‌کند و خواهر بزرگترش دی‌دی را تنها گذاشته تا او بخاطرش متحمل سختی نشود.
روزی، سایمون شاهد حمله به زن جوانی شده که او را مجبور به سوار شدن به یک ون می‌کنند. سایمون با دیدن این صحنه مصمم می‌شود که او را نجات دهد. او این حادثه را به کارآگاه پلیس محلی که گلاور نام دارد گزارش می‌دهد. گلاور پلاک ون را بررسی می‌کند و متوجه می‌شود که ون به نام خودرویی ثبت شده که صدها مایل دورتر قرار دارد. او با تشخیص سابقه روانی سایمون ادعاهای او را به عنوان یک توهم رد می‌کند.
سایمون که از گلاور ناامید می‌شود، به همسایه‌اش اد دیرمن که یک نگهبان امنیتی دانشگاه که با اکراه بازنشسته شده ماجرا را در میان می‌گذارد. اگرچه اد به دلیل سابقه‌ی روانی سایمون تردید دارد، اما قبول می‌کند که کمک کند. او مشکوک است که سایمون پلاک را اشتباه خوانده و پیشنهاد می‌دهد که ترکیب‌های مشابهی را جستجو کند. در اداره پلیس راهنمایی و رانندگی، اد سعی می‌کند کارکنان را متقاعد کند که صاحبان پلاک را فاش کنند، اما سایمون وقتی آنها امتناع می‌کنند، بسیار عصبانی می‌شود و به شدت از کوره در می‌رود اما نتیجه‌ای نمی‌گیرند. بر اساس توصیف سایمون از لباس زن ربوده شده، اد از کارگران جنسی محلی بازجویی می‌کند، اما این مواجهه با له شدن ماشینش توسط دلال جنسی پایان می‌یابد. اد، ناامید به سایمون می‌گوید که هرگز داستانش را باور نکرده است. سایمون می‌رود تا به تنهایی به جستجو ادامه دهد، اما اد در نهایت دلش به رحم می‌آید و دوباره به او ملحق می‌شود.
اِد، جایگزین خود در حراست دانشگاه را تهدید می‌کند تا سوابق پلاک خودرو را از دوست افسر راهنمایی و رانندگی‌اش بگیرد. آنها به ملاقات چندین مالک می‌روند تا اینکه رد خودرو را در نمایندگی امداد خودرو کورت پیدا می‌کنند. در آنجا ماشین را در حالی پیدا می‌کنند که پلاک‌هایش کنده شده است، به این معنی که ون از پلاک‌های دزدی استفاده می‌کرده و آنها هیچ راهی برای ردیابی آن ندارند. ناگهان، سایمون صدای فریادی را می‌شنود و به سمت ماشینی می‌دود، چون فکر می‌کند زن داخل آن است. اد حرفش را قطع می‌کند و اصرار دارد که نه جیغی در کار بوده و نه دختری.
آن شب، سایمون با خواهرش دی‌دی به خاطر رنجشش از اینکه دی‌دی او را با پدرشان تنها گذاشته، بحث می‌کند. در همین حال، اد در خانه‌اش توسط آدم‌ربا مورد حمله قرار می‌گیرد. سایمون شاهد این ماجراست و با عجله به سمت او می‌رود. با کمک اد، او مرد را خلع سلاح می‌کند و به طور تصادفی به او شلیک می‌کند و او را می‌کشد. آنها تلفن مرد را که فقط دو مخاطب دارد، که یکی از آنها کورت است، برمی‌دارند و به محل کار دی‌دی می‌روند تا او بتواند زخم‌های اد را درمان کند. پلیس از تیراندازی مطلع می‌شود و جستجوی را آغاز می‌کنند. مأموران به محل کار دی‌دی می‌رسند، اما سایمون و اد با اتوبوس فرار می‌کنند.
روز بعد، این دو با کورت روبرو می‌شوند. سایمون متوجه می‌شود که ساعت دیواری، یک گاوصندوق (شبیه گاوصندوق خانه اد) را پنهان کرده است که در آن گذرنامه‌های زنان مختلفی از جمله گذرنامه آنیا، همان زن گمشده قرار دارد. کورت اعتراف می‌کند که آدم‌ربا یک قاچاقچی جنسی بوده و آنیا به خاطر تلاش برای فرار مجازات شده است. بعد از اینکه کورت آدرس آدم‌ربا را فاش می‌کند، آنها با پلیس تماس می‌گیرند و گذرنامه‌ها را برای پیدا کردن به گلاور می‌دهند.
در محل آدرس، سایمون دوباره دچار فروپاشی روانی می‌شود، زیرا توهمی از پدرش مبنی بر اصرار او برای شکست خوردن، او را تحت تأثیر قرار می‌دهد. اد  او را دلداری داده و آرام می‌کند. آنها به زور وارد خانه می‌شوند و خانه را جستجو می‌کنند، اما آن را خالی می‌یابند تا اینکه مادر آدم‌ربا ظاهر می‌شود و فرار می‌کند. آنها متوجه می‌شوند که باید یک اتاق مخفی وجود داشته باشد. با جستجوی زیاد دری مخفی را کشف می‌کنند که پشت آن آنیا محبوس شده بود.
پلیس از راه می‌رسد، آنیا را به مکانی امن می‌برد و اد و سایمون را دستگیر می‌کند، که گلاور بی‌سروصدا به آنها تبریک می‌گوید. سایمون و اد در حالی که ارتباط چشمی خود را حفظ می‌کردند، لبخندی رد و بدل کردند، کاری که سایمون قبلاً قادر به انجام آن نبود.

## بازیگران
- جک کواید در نقش سایمون
- جفری دین مورگان در نقش اد دیرمن
- سیسیل کوبیلو در نقش کارآگاه گلاور
- جیم کلاک در نقش جرمی
- مالین اکرمان در نقش دی‌دی
- هریسون استون در نقش افسر بنکس
- بیلی کالبرتسون در نقش والش
- گریفین هود در نقش کرت
- کریک ویلسون در نقش آقای آلن

## آرا و نظرات
دنیس هاروی از ورایتی نوشت: «هیچ تلاش زیادی برای ایجاد تنش یا هماهنگ کردن صحنه‌های اصلی وجود ندارد. اما روایت با ریتمی جذاب پیش می‌رود و در نهایت، در فیلمنامه فارلی، یک پرداخت احساسی دلپذیر از نحوه کنار هم قرار گرفتن همه چیز وجود دارد.»
جیسون دلگادو از فیلم تریت به فیلم امتیاز ۸ از ۱۰ داد و نوشت: «اگر از تماشای همکاری جک کواید و جفری دین مورگان برای حل یک معما، هیجان‌زده شده‌اید، فیلم «دیده‌بان محله» ناامیدتان نخواهد کرد.»